# Авария — дочь мента
«Авария — дочь мента» — советская остросюжетная молодёжная драма режиссёра Михаила Туманишвили. Фильм снят по сценарию Юрия Короткова на киностудии «Мосфильм» в 1989 году.

## Сюжет
Авария (Валерия Николаева) — школьница-старшеклассница, в свободное от учёбы время тусуется с неформалами-металлистами. Её отец Алексей Николаев — старший лейтенант милиции, который вынужден по долгу службы отлавливать таких, как она, «неформалов», а также вытаскивать свою дочь из отдела, куда она попадает за нарушение общественного порядка. Конфликт отца и дочери предопределён сменой эпох. Авария постоянно проявляет неуважение к советским порядкам и нравам, к учителям и даже к отцу, матери и деду. 
Такая жизнь доводит Аварию до группового изнасилования бандой мажоров. Несчастье примиряет отца и дочь. Теперь милиционер Николаев одержим местью насильникам, будучи готовым ради этого пренебречь законом, на страже которого он всегда стоял. 
Подозревая, что Авария сама хочет отомстить мажорам, и понимая, что добром это не кончится, Николаев начинает тайно следить за ней — и когда мажоры в очередной раз силой усаживают её в машину, он угоняет припаркованные у обочины синие «Жигули» и бросается в погоню. Стремясь уйти от преследования, мажоры выбрасывают Аварию из машины на ходу — после чего Николаев сворачивает на другую дорогу и на полной скорости таранит ВАЗ-2105 — от чего машина взрываются, и мажоры сгорают. Сразу после этого Николаева арестовывают коллеги. Валерия просит прощения у своего отца.

## Образ Аварии
По словам Юрия Короткова, образ Валерии Николаевой по кличке «Авария» был основан на двух реальных девушках: одна имела кличку «Авария», потому что у неё все действия заканчивались катастрофой, а вторая про себя говорила, что она «дочь мента поганого».
«Авария» была активной участницей московского рок-подполья конца 1980-х. Во время выступления группы «Чудо-юдо» на «Фестивале надежд-87», организованном Московской рок-лабораторией, «Авария» разделась на сцене. Скандал и последовавший за ним репортаж в газете «Московский комсомолец» поставил рок-лабораторию на грань закрытия.

## В ролях
- Оксана Арбузова — Валерия Алексеевна Николаева, «Авария», старшеклассница-неформалка
- Владимир Ильин — Алексей Николаев, отец Валерии, старший лейтенант милиции
- Анастасия Вознесенская — Вера Ивановна Николаева, мама Валерии
- Николай Пастухов — Иван, отец Веры, дед Валерии
- Борис Романов — Андрей Олегович Кузнецов
- Олег Царёв — «Деловой», парень из белой «пятёрки»
- Игорь Нефёдов — «Лысый», парень из белой «пятёрки»
- Сергей Воробьёв — Боб, водитель белой «пятёрки»
- Юрий Шумило — Алик, парень из белой «пятёрки»
- Любовь Соколова — Юлия Николаевна, учительница истории
- Александр Потапов — Николай, сержант милиции, напарник Алексея Николаева
- Алиса Признякова — одноклассница Валерии
- Владимир Басов-младший — сутенёр
- Игорь Букатко — одноклассник Валерии
- Вера Бурлакова — пассажирка автобуса
- Мария Виноградова — контролёрша
- Фёдор Гаврилов — сын рабочего-металлиста
- Ян Пузыревский — принципиальный одноклассник
- Ольга Федорина — врач скорой помощи
- Ладлена Фетисова — подруга «делового»
- Борис Юрченко — рабочий-металлист
- Александр Залдастанов — байкер

## Съёмочная группа
- Сценарий: Юрий Коротков
- Режиссёр: Михаил Туманишвили
- Оператор: Борис Бондаренко
- Композитор: Виктор Бабушкин
- Художник: Татьяна Лапшина
- Постановщик трюков: Сергей Воробьёв
- Каскадёры: Сергей Воробьёв, Сергей Шолохов, Александр Нифотнов

## Съёмки
- Первоначально главная роль в фильме была предложена Наталии Гусевой, исполнительнице главной роли в фильме «Гостья из будущего», но, прочитав сценарий, она отказалась от участия в проекте, объяснив, что не хочет марать сценой изнасилования чистый и светлый образ Алисы Селезнёвой[4].
- Сценарий, напечатанный в журнале «Парус» годом ранее, несколько отличается от фильма. По книге, Авария проводит ночь со случайным знакомым Андреем — он становится её первым мужчиной; в книге Авария смотрит по ТВ музыкальный клип группы «Ария», в фильме она смотрит видеоклипы «Bleeding in My Heart» группы Steve Thomson и «Success» группы Sigue Sigue Sputnik, при этом первого исполнителя героиня ошибочно называет музыкальной группой «Success»; отец Аварии в конце книги погибает[5].
- Часть сцен в «спальном районе» Москвы на самом деле снимались в Симферополе, на пересечении Проспекта Победы и ул. Белы Куна. Шестнадцатиэтажка, расположенная по адресу проспект Победы, 218, ставшая знаменитой благодаря фильму, известна ещё и тем, что в ней жил первый и последний президент Крыма Юрий Мешков. В новаторском когда-то доме отсутствует газ, вместо газовых плит в нём — электроплиты (согласно СНиП 2.04.08-87 «Газоснабжение» жилые здания выше 10 этажей не подлежат газификации из соображений пожарной безопасности)[6]. Другая часть сцен снималась на улице Паустовского в московском районе Ясенево[7].
- В фильме использованы видеоряд и песни панк-группы «Чудо-юдо». Позже они были изданы в альбоме «Sex Terror / Танки-панки».